# Hedvig Mollestad
Hedvig Mollestad Thomassen (* 4. Februar 1982 in Ålesund) ist eine norwegische Fusionmusikerin (Gitarre, Gesang, Komposition, auch Orgel), die ein eigenes Trio leitet und mit Jon Eberson und Jarle Bernhoft zusammengearbeitet hat.

## Leben und Wirken
Mollestad, die aus einer musikalischen Familie stammt, spielte zunächst auf der akustischen Gitarre. Zur Konfirmation erhielt sie, weil sie sich für Rockmusik und Jazz interessierte, eine elektrische Gitarre. An der Norges Musikkhøgskole Oslo absolvierte sie den Jazzstudiengang. Sie arbeitete zunächst mit Gruppen wie Bronco Busters, Sweet Potatoes, Vom und ihrem Thomassen Trio. Als Gastmusikerin nahm sie mit den Cumshots auf.
Das Hedvig Mollestad Trio, das die Gitarristin und Sängerin mit der Bassistin Ellen Brekken und Schlagzeuger Ivar Loe Bjørnstad 2009 gründete, ist in Norwegen recht erfolgreich und operiert zwischen einem Psychedelic-Stoner-Rock und gitarrenlastigem Free Jazz. Das Trio ist nach seiner Gründung nicht nur in Norwegen aufgetreten, sondern tourte in Europa, Malaysia, Japan und den USA. Seine seit 2011 erschienenen Alben wurden, ebenso wie die Auftritte, von der Kritik teilweise hochgelobt. Auch spielte sie in den Gruppen von Jon Eberson und Hilde Marie Kjersem; sie hat mit dem Trondheim Jazz Orchestra zwei Alben veröffentlicht. Mit der Jarle Bernhoft Band, mit der sie das Album 1:Man 2:Band einspielte, trat sie 2011 auf dem Kongsberg Jazzfestival auf. Zu hören ist sie u. a. auch auf Hidros 8: Heal von Mats Gustafsson & NU Ensemble (2022).

## Preise und Auszeichnungen
2009 erhielt Mollestad auf dem Moldejazz-Festival den Jazztalentprisen als junges Jazztalent des Jahres.

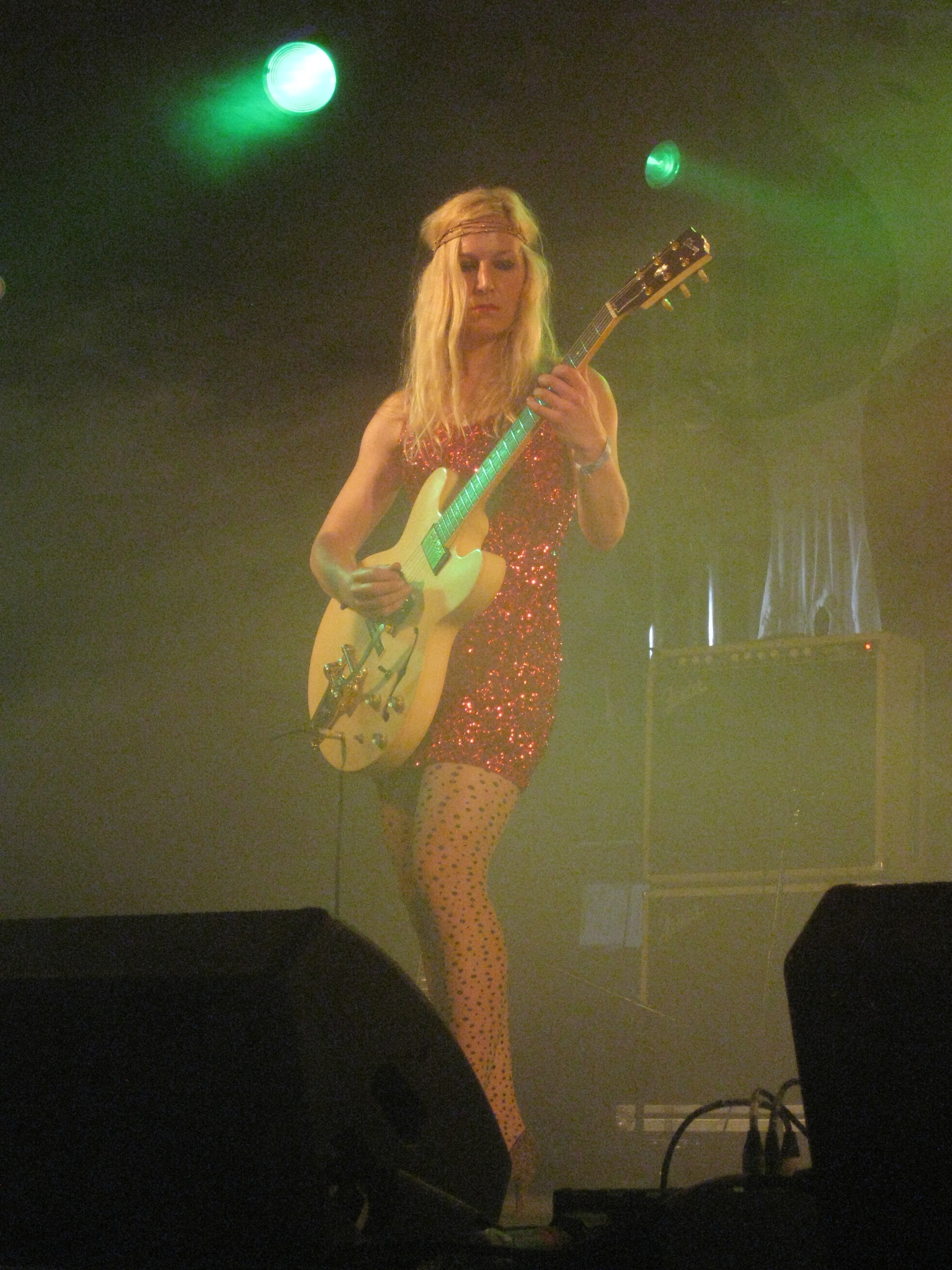
Mollestad beim Øyafestivalen 2012

## Diskografische Hinweise
- Shoot! (Rune Grammofon 2011)
- Jon Eberson Group The Coarse Sand & The Names We Wrote (JEG Records 2011)
- El Doom & The Born Electric (Rune Grammofon 2012, mit Brynjar Takle Ohr, Håvard Takle Ohr, Ole Petter Andreassen, Morten Lunde, Nikolai Hængsle Eilertsen sowie Jon Eberson, Ståle Storløkken, Mikael Lindquist und Hilde Marie Kjersem)
- All of Them Witches (Rune Grammofon 2013)[5]
- Enfant Terrible! (Rune Grammofon 2014)[4]
- Smells Funny (Rune Grammofon, 2019)
- Ekhidna (Rune Grammofon, 2020, mit Susana Santos Silva, Marte Eberson, Erlend Slettevoll, Torstein Lofthus, Ole Mofjell)[8]
- Ding Dong. You’re Dead (Rune Grammofon, 2021)
- Maternity Beat (Rune Grammofon, 2022, mit dem Trondheim Jazz Orchestra)
- Weejuns (Rune Grammofon, 2023, mit Ståle Storløkken, Ole Mofjell)
- Bees in the Bonnet (Rune Grammofon, 2025)